# Copa Rio Amador da Capital
A Copa Rio Amador da Capital, anteriormente conhecido como Departamento Autônomo,[carece de fontes?] e Campeonato Carioca de Futebol Amador da Capital,[carece de fontes?] é uma competição de futebol amador organizada pela Federação de Futebol do Estado do Rio de Janeiro.
Suas origens remontam à instituição do Decreto-Lei Federal do Brasil 3199 de 1941 que regulamentou as atividades desportivas no Brasil.[carece de fontes?]

## História
O futebol amador da capital do Rio de Janeiro tem a sua força resguardada no Decreto-Lei 3.199, de 1941, quando a extinta Federação Metropolitana de Futebol viu-se na contingência de agrupar num só departamento os clubes amadores. Anteriormente estavam agrupados na Federação Atlética Suburbana, que funcionou de 1936 a 1942. No período de 1943 a 1948, eles participavam das segunda e terceira categorias da Federação Metropolitana de Futebol.[carece de fontes?]
Em 1949, eles solicitaram à antiga FMF um órgão independente com seus administradores e com organização própria dentro daquela entidade.[carece de fontes?] Ficou então decidida a criação do Departamento Autônomo, e uma comissão composta pelos senhores João Ribeiro de Campos, José da Silva Filho, Alcides Gomes e Lauro do Carmo elaborou sua regulamentação que foi anexada ao Boletim Especial do dia 27 de junho de 1949, assinado pelo presidente Manoel Vargas Netto, constando do seguinte: "As associações esportivas que constituiam a segunda categoria da FMF ficam agrupadas no Departamento Autônomo, de acordo com o artigo 13° do estatuto com independência administrativa, técnica e financeira."[carece de fontes?]
A história do certame se divide em quatro fases: Federação Atlética Suburbana, Segunda e Terceira Categorias de Amadores da Federação Metropolitana de Futebol, Departamento Autônomo e Departamento de Futebol Amador da Capital. De 1943 a 1948, os clubes estiveram na segunda e terceira categorias, mas foram admitidos na antiga Federação Metropolitana de Futebol graças ao Decreto-lei 3.199. Em 24 de junho de 1949 foram agrupados no Departamento Autônomo até 1977, quando este passou a se intitular Departamento de Futebol Amador da Capital (D.F.A.C.).[carece de fontes?]
Após a extinção da Federação Atlética Suburbana, os clubes que dela faziam parte se sentiram desprestigiados com a política estabelecida pela Federação Metropolitana de Futebol. Na tentativa de mudar esse quadro, criou-se o Departamento Autônomo em Assembleia realizada no dia 7 de julho de 1949, da qual fizeram parte os seguintes clubes: Bento Ribeiro F.C., E.C. São José, Irajá A.C., Del Castilho F.C., Mavílis F.C., Engenho de Dentro A.C., Manufatura Nacional de Porcelana F.C., Cacique F.C., Sampaio A.C., Oriente A.C., E.C. Guanabara, Distinta A.C., E.C. Valim, E.C. Coríntians, A.A. Portuguesa, Cruzeiro de Realengo, Kosmos A.C., Atilla F.C., A.A. Nova América, Andaraí A.C, E.C. Oity, A.C. Nacional, E.C. Royal, E.C. Anchieta e Realengo F.C.
O primeiro campeonato aconteceu em 1949 foi disputado pelas seguintes associações:
- SÉRIE URBANA – Confiança A. C., A.A. Nova América, S.C. Benfica, Clube dos Cariocas, Del Castilho F.C., Cacique F.C., A.A. Portuguesa, Sampaio A.C. e Andarahy A.C.;
- SÉRIE SUBURBANA – E.C Valim, Manufatura Nacional de Porcelanas F.C., Irajá A.C., S.C. União, E.C. São José, E.C. Anchieta, Progresso F.C. e Engenho de Dentro A.C.;
- SÉRIE RURAL – Campo Grande A.C., E.C. Guanabara, Kosmos A.C., Realengo F.C., Cruzeiro de Niterói, Oriente A.C., E.C. Oity e E.C. Coríntians.

Os primeiros campeões do Departamento Autônomo foram: Engenho de Dentro A.C. – Campeão Amador – e o Cruzeiro F.C. como Campeão Juvenil. Durante mais de dez anos o D.A. organizou com sucesso os campeonatos dos clubes amadores pela FMF, até seu encerramento oficial em 1960.[carece de fontes?]
A partir da fusão dos antigos estados do Rio de Janeiro e Guanabara, o D.A. foi renomeado para Departamento de Futebol Amador da Capital, e desde 2009, para Copa Amador da Capital, incluindo também as categorias infantil e juvenil.[carece de fontes?]
DIRETORES - Foram esses os diretores-gerais na história do futebol amador: João Machado (1949 a 1952), Benedito da Silva Serra (1952 a 1953), Luis Gonzaga Moreira (01/03 a 14/10/1953), Romeu Dias Pinto (1952 a 1963), Áulio Nazareno (1963 a 1964), José Maria Pereira Junior (1965 a 1967), João Ellis Filho (1967 a 1971), Hilton Gama (1971 a outubro de 1972, quando faleceu), Eudimar Magalhães (assumiu interinamente durante 8 meses), Ondomar Sarti (mandato tampão até janeiro de 1973), Almey Pesset (1973 a 75), Ondomar Sarti (1975 e 76), Alfredo de Almeida (1977 e 78) e Renato Reis (1978 a 1985).[carece de fontes?]
Com a implantação da fusão no futebol carioca, quando foi fundada a Federação de Futebol do Estado do Rio de Janeiro, o Departamento Autônomo passou a ser Departamento de Futebol Amador da Capital. João Ellis, no momento da votação, teve o seu nome retirado do cargo de diretor técnico da chapa do Presidente Otávio Pinto Guimarães para Diretor do DFAC e, quando eleito, disse que não tomaria posse, o que aconteceu. Alfredo de Almeida, vice da Federação, eleito na mesma ocasião, respondeu interinamente até a indicação de Renato Reis, mas continuou prestando relevantes serviços ao futebol amador, no DFAC.[carece de fontes?]
Os campeonatos disputados no Departamento Autônomo, em 28 anos, eram preliminares das partidas de aspirantes ou juvenis. Isto aconteceu até 1977, quando o São José, de Barros Filho, foi o último campeão, nos amadores, equanto o Nacional, presidido por José Carlos Moreira, chegou ao título de tetracampeão de juvenis.[carece de fontes?]
Com o resultado da fusão, oficializada em setembro de 1978, os campeonatos passaram a ser promovidos pelo Departamento de Futebol Amador da Capital e, por coincidência, o São José, de Barros Filho, foi o campeão, chegando ao bicampeonato. Quanto ao título de juvenis, o Dourados foi o vencedor ao derrotar o Cocotá, em pênaltis, no campo do Oriente.[carece de fontes?]
Divergências sobre o campeão em 1990 e 1991 - no Jornal dos Sports de 06 de janeiro de 1992, 12 de fevereiro de 1994, 12 de agosto de 1995 - enquanto na edição de 1992 dá como campeão em 1990 e 1991 o Mangueira, na edição de 1994 e de 1995 dá como campeão de 1990 e 1991 o Grimbola. Na edição do mesmo jornal, de 25 de abril de 1991, informa a final "do ano anterior" entre o Mangueira (equipe da Escola de Samba Mangueira) x Flama (de Campo Grande, Mato Alto), desta forma supõe-se que a equipe de futebol do Mangueira passou a se chamar Grimbola.[carece de fontes?]

## Clubes atuais[quando?]
| Equipe                  | Cidade         | Ano de fundação |
| AA Bela Vista           | Rio de Janeiro | 2015            |
| AD Independente         | Rio de Janeiro | 2013            |
| AA Oliveira             | Rio de Janeiro | 2012            |
| AE Piscinão de Ramos    | Rio de Janeiro | 2012            |
| AESC Mamaô              | Rio de Janeiro | 2007            |
| Adelphi FC              | Rio de Janeiro | 2013            |
| APODAE                  | Rio de Janeiro | 2016            |
| CCE Jacarepaguá         | Rio de Janeiro | 2005            |
| Cara Virada FA          | Rio de Janeiro | 2015            |
| CEE Vila do João        | Rio de Janeiro | 2002            |
| CEC Atlético Juventude  | Rio de Janeiro | 2014            |
| CE Gardênia Azul        | Rio de Janeiro | 2014            |
| CECS El Shaddai         | Rio de Janeiro | 2004            |
| CESC Heips              | Rio de Janeiro | 1988            |
| CESC Viegas             | Rio de Janeiro | 2015            |
| Colônia AC              | Rio de Janeiro | 1998            |
| Cruzeiro de Realengo    | Rio de Janeiro | 1928            |
| CUFA                    | Rio de Janeiro | 1999            |
| EC Rogi-Mirim           | Rio de Janeiro | 2007            |
| EFP Futuro do Lagartixa | Rio de Janeiro | 2003            |
| Greminho FC             | Rio de Janeiro | 2002            |
| Imperial FC Paciência   | Rio de Janeiro | 1979            |
| Kosmos AS               | Rio de Janeiro | 1930            |
| Los Angeles AC          | Rio de Janeiro | 1980            |
| Municipal FC            | Rio de Janeiro | 1918            |
| Observa-Rio             | Rio de Janeiro | 2011            |
| Real Maré               | Rio de Janeiro | 2005            |
| SE Rio das Pedras       | Rio de Janeiro | 2013            |
| Uni Souza FC            | Rio de Janeiro | 1987            |

## Campeões
| Ano  | Campeão                               |
| ---- | ------------------------------------- |
| 1949 | Engenho de Dentro (1)                 |
| 1950 | Manufatura Nacional de Porcelanas (1) |
| 1951 | Oriente (1)                           |
| 1952 | Oriente (2)                           |
| 1953 | Campo Grande (1)                      |
| 1954 | 1º de Maio (1)                        |
| 1955 | 1º de Maio (2)                        |
| 1956 | Irmãos Goulart (1)                    |
| 1957 | Oriente (3)                           |
| 1958 | Oriente (4)                           |
| 1959 | Campo Grande (2)                      |
| 1960 | Viação Paredense FC (1)               |
| 1961 | Alto Solar (1)                        |
| 1962 | Elevadores Atlas (1)                  |
| 1963 | Manufatura Nacional de Porcelanas (2) |
| 1964 | Realengo (1)                          |
| 1965 | Guanabara (1)                         |
| 1966 | Confiança (1)                         |
| 1967 | Manufatura Nacional de Porcelanas (3) |
| 1968 | Nacional (1)                          |
| 1969 | Nacional (2)                          |
| 1970 | Nacional (3)                          |
| 1971 | Pavunense (1)                         |
| 1972 | Nacional (4)                          |
| 1973 | Everest (1)                           |
| 1974 | Everest (2)                           |
| 1975 | Everest (3)                           |
| 1976 | Nacional (5)                          |
| 1977 | São José (1)                          |
| 1978 | São José (2)                          |
| 1979 | Oriente (5)                           |
| 1980 | São José (3)                          |
| 1981 | Oriente (6)                           |
| 1982 | Pavunense (2)                         |
| 1983 | Oriente (7)                           |
| 1984 | Expressinho (1)                       |
| 1985 | Ceres (1)                             |
| 1986 | Francisco Xavier Imóveis (1)          |
| 1987 | Confiança (2)                         |
| 1988 | Bandeirantes (1)                      |
| 1989 | Kosmos (1)                            |
| 1990 | Grimbola (1)                          |
| 1991 | Grimbola (2)                          |
| 1992 | União Central (1)                     |
| 1993 | Pãozão (1)                            |
| 1994 | União Central (2)                     |
| 1995 | Guaratiba (1)                         |
| 1996 | Onze Unidos (1)                       |
| 1996 | Municipal (1)                         |
| 1996 | Raiz da Gávea (1)                     |
| 1997 | Onze Unidos (2)                       |
| 2002 | Onze Unidos (3)                       |
| 2007 | Vilar Carioca (1)                     |
| 2008 | Vilar Carioca (2)                     |
| 2009 | Colônia (1)                           |
| 2011 | Imperial (1)                          |
| 2014 | Real Maré (1)                         |
| 2015 | SE Rio das Pedras (1)                 |
| 2016 | Brasileirinho (1)                     |
| 2018 | SE Rio das Pedras (2)                 |

## Total de títulos
| Clube                             | Total | Anos dos campeonatos                      |
| --------------------------------- | ----- | ----------------------------------------- |
| Oriente                           | 7     | 1951, 1952, 1957, 1958, 1979, 1981 e 1983 |
| Nacional                          | 5     | 1968, 1969, 1970, 1972 e 1976             |
| São José                          | 3     | 1977, 1978 e 1980                         |
| Everest                           | 3     | 1973, 1974 e 1975                         |
| Manufatura Nacional de Porcelanas | 3     | 1950, 1963 e 1967                         |
| Vilar Carioca                     | 2     | 2007 e 2008                               |
| União Central                     | 2     | 1992 e 1994                               |
| Grimbola                          | 2     | 1990 e 1991                               |
| Confiança                         | 2     | 1966 e 1987                               |
| Pavunense                         | 2     | 1971 e 1982                               |
| Campo Grande                      | 2     | 1953 e 1959                               |
| Primeiro de Maio                  | 2     | 1954 e 1955                               |
| SE Rio das Pedras                 | 2     | 2015 e 2018                               |
| Brasileirinho                     | 1     | 2016                                      |
| Real Maré                         | 1     | 2014                                      |
| Imperial                          | 1     | 2011                                      |
| Colônia                           | 1     | 2009                                      |
| Raiz da Gávea                     | 1     | 1996                                      |
| Municipal                         | 1     | 1996                                      |
| Onze Unidos                       | 1     | 1996                                      |
| Guaratiba                         | 1     | 1995                                      |
| Pãozão                            | 1     | 1993                                      |
| Kosmos                            | 1     | 1989                                      |
| Bandeirantes                      | 1     | 1988                                      |
| Francisco Xavier Imóveis          | 1     | 1986                                      |
| Ceres                             | 1     | 1985                                      |
| Expressinho                       | 1     | 1984                                      |
| Guanabara                         | 1     | 1965                                      |
| Realengo                          | 1     | 1964                                      |
| Elevadores Atlas                  | 1     | 1962                                      |
| Alto Solar                        | 1     | 1961                                      |
| Viação Paredense FC               | 1     | 1960                                      |
| Irmãos Goulart                    | 1     | 1956                                      |
| Engenho de Dentro                 | 1     | 1949                                      |